# Wakey Wakey
Wakey Wakey, anciennement Wakey!Wakey!, est un groupe de pop et rock alternatif américain, originaire de Brooklyn, New York.

## Biographie
Michael Grubbs est né et a grandi à Richmond, dans l'État de Virginie et commence sa carrière musicale à 5 ans, prenant des leçons auprès de sa mère, enseignante de piano.
Après avoir joué dans les bars pendant des années, Mike Grubbs lance le groupe Wakey Wakey dont il est le chanteur et le pianiste.
Le groupe commence à se faire connaître grâce à la série Les Frères Scott qui utilise certains de leurs morceaux dans les saisons 6 et 7. Grubbs devient même un personnage secondaire (qui est plus ou moins son propre rôle) de la série dans la saison 7.
Wakey Wakey signe avec The Family Records, un label indépendant de Manhattan, auquel ils publient leur premier album studio, Almost Everything I Wish I'd Said the Last Time I Saw You.... La style musical de leur single Almost Everything sert d'illustration sonore au clip The Holstee Manifesto: Lifecycle Video vu par près de 1,5 million de personnes sur YouTube. Après plusieurs années de silence, Wakey Wakey s'apprête à sortir son deuxième véritable album. Il s'intitule Salvation, est produit par les fans via le site de financement participatif PledgeMusic et sortira le 22 juillet 2014. Le groupe signe au label The End Records et publie l'EP Homeless Poets en 2015 et l'album studio Overreactivist en 2016,.